# Lippe (rzeka)

Przebieg rzeki

Lippe – rzeka w Niemczech, prawy dopływ dolnego Renu. Długość 237 km.
Źródła w górach Egge, uchodzi do Renu koło miasta Wesel. Główne dopływy: Ahse, Stever. Silnie meandruje. Żeglowna od Lippstadt. Połączona kanałami z rzekami Ems i Ruhrą. Równolegle do niej biegnie kanał Lippe-Seitenkanal.